# قصه‌های میر کفن‌پوش
قصّه‌های میرِ کفن‌پوش فیلم‌نامه‌ای است فیلم‌نشده از بهرام بیضایی که سالِ ۱۳۵۸ نوشته و نخستین بار سالِ ۱۳۶۳ از سوی انتشاراتِ ابتکار منتشر شد.